# AEW International Championship
Le AEW International Championship (que l'on peut traduire par Championnat International de la AEW) est un championnat de catch masculin de la All Elite Wrestling. Il s'agit du second championnat individuel secondaire de cette fédération de catch. 
Créé sous le nom de AEW All-Atlantic Championship le 8 juin 2022, le titre a été créé pour représenter les fans d'AEW du monde entier, mais sans se concentrer particulièrement sur l'océan Atlantique ou les pays qui l'entourent. Le champion inaugural, PAC, a été couronné à AEW × NJPW: Forbidden Door, le 26 juin 2022.
Depuis sa création, le titre a été défendu dans les promotions Revolution Pro Wrestling et Over the Top Wrestling, bien que la plupart de ses défenses aient eu lieu à l'AEW, cette dernière incluant des défenses contre des lutteurs de la New Japan Pro-Wrestling. Le 15 mars 2023, le titre a été rebaptisé AEW International Championship.

## Historique
Le 8 juin 2022, la All Elite Wrestling (AEW) annonce la création d'un nouveau championnat individuel : le championnat All-Atlantic de l'AEW. Pour désigner le premier champion, l'AEW organise un tournoi opposant dix catcheurs. Les participants sont : 
- Buddy Matthews
- PAC
- Ethan Page
- Miro
- Penta Oscuro
- Malakai Black
- Tomoaki Honma (NJPW)
- Clark Connors (NJPW)
- Tomohiro Ishii (NJPW)
- Yoshinobu Kanemaru (NJPW)

### Tournoi inaugural
|  |                                                   |                                                   |                                                   |                |               |                                                                                |                                                                                |                                                                                |              |      |                                      |                                      |                                      |
|  | Qualifications NJPW New Japan Road (20 juin 2022) | Qualifications NJPW New Japan Road (20 juin 2022) | Qualifications NJPW New Japan Road (20 juin 2022) |                |               | Qualifications Dynamite (8, 15, et 22 juin 2022) New Japan Road (21 juin 2022) | Qualifications Dynamite (8, 15, et 22 juin 2022) New Japan Road (21 juin 2022) | Qualifications Dynamite (8, 15, et 22 juin 2022) New Japan Road (21 juin 2022) |              |      | Finale Forbidden Door (26 juin 2022) | Finale Forbidden Door (26 juin 2022) | Finale Forbidden Door (26 juin 2022) |
|  | Qualifications NJPW New Japan Road (20 juin 2022) | Qualifications NJPW New Japan Road (20 juin 2022) | Qualifications NJPW New Japan Road (20 juin 2022) |                |               | Qualifications Dynamite (8, 15, et 22 juin 2022) New Japan Road (21 juin 2022) | Qualifications Dynamite (8, 15, et 22 juin 2022) New Japan Road (21 juin 2022) | Qualifications Dynamite (8, 15, et 22 juin 2022) New Japan Road (21 juin 2022) |              |      | Finale Forbidden Door (26 juin 2022) | Finale Forbidden Door (26 juin 2022) | Finale Forbidden Door (26 juin 2022) |
|  |                                                   |                                                   |                                                   |                |               |                                                                                |                                                                                |                                                                                |              |      |                                      |                                      |                                      |
|  |                                                   |                                                   |                                                   |                |               |                                                                                |                                                                                |                                                                                |              |      |                                      |                                      |                                      |
|  | Buddy Matthews                                    | Buddy Matthews                                    | 10:32                                             |                |               |                                                                                |                                                                                |                                                                                |              |      |                                      |                                      |                                      |
|  | Buddy Matthews                                    | Buddy Matthews                                    | 10:32                                             |                |               |                                                                                |                                                                                |                                                                                |              |      |                                      |                                      |                                      |
|  | PAC                                               | PAC                                               | Tombé                                             |                |               |                                                                                |                                                                                |                                                                                |              |      |                                      |                                      |                                      |
|  | PAC                                               | PAC                                               | Tombé                                             |                |               |                                                                                |                                                                                |                                                                                |              |      |                                      |                                      |                                      |
|  |                                                   |                                                   |                                                   |                |               |                                                                                |                                                                                |                                                                                |              |      |                                      |                                      |                                      |
|  |                                                   |                                                   |                                                   |                |               |                                                                                |                                                                                |                                                                                |              |      |                                      |                                      |                                      |
|  | Ethan Page                                        | Ethan Page                                        | 9:25                                              |                |               |                                                                                |                                                                                |                                                                                |              |      |                                      |                                      |                                      |
|  | Ethan Page                                        | Ethan Page                                        | 9:25                                              |                |               | PAC                                                                            | PAC                                                                            | Soum.                                                                          |              |      |                                      |                                      |                                      |
|  | Miro                                              | Miro                                              | Soum.                                             |                |               | PAC                                                                            | PAC                                                                            | Soum.                                                                          |              |      |                                      |                                      |                                      |
|  | Miro                                              | Miro                                              | Soum.                                             |                |               | Miro                                                                           | Miro                                                                           | —                                                                              |              |      |                                      |                                      |                                      |
|  |                                                   |                                                   |                                                   |                |               |                                                                                |                                                                                |                                                                                |              |      |                                      |                                      |                                      |
|  |                                                   |                                                   | Malakai Black                                     | Malakai Black  | —             |                                                                                |                                                                                |                                                                                |              |      |                                      |                                      |                                      |
|  |                                                   |                                                   |                                                   | Malakai Black  | —             |                                                                                |                                                                                | Penta Oscuro                                                                   | Penta Oscuro | 9:49 |                                      |                                      |                                      |
|  |                                                   |                                                   |                                                   |                |               | Clark Connors                                                                  | Clark Connors                                                                  | Penta Oscuro                                                                   | Penta Oscuro | 9:49 | 15:05                                |                                      |                                      |
|  | Malakai Black                                     | Malakai Black                                     | Tombé                                             |                |               | Clark Connors                                                                  | Clark Connors                                                                  |                                                                                |              |      | 15:05                                |                                      |                                      |
|  | Malakai Black                                     | Malakai Black                                     | Tombé                                             | Tomoaki Honma  | Tomoaki Honma | 11:29                                                                          |                                                                                |                                                                                |              |      |                                      |                                      |                                      |
|  |                                                   |                                                   |                                                   |                |               | 11:29                                                                          |                                                                                |                                                                                |              |      |                                      |                                      |                                      |
|  | Clark Connors                                     | Clark Connors                                     | Tombé                                             |                |               |                                                                                |                                                                                |                                                                                |              |      |                                      |                                      |                                      |
|  | Clark Connors                                     | Clark Connors                                     | Tombé                                             |                |               | Clark Connors                                                                  | Clark Connors                                                                  | 13:21                                                                          |              |      |                                      |                                      |                                      |
|  |                                                   |                                                   |                                                   |                |               | Clark Connors                                                                  | Clark Connors                                                                  | 13:21                                                                          |              |      |                                      |                                      |                                      |
|  |                                                   |                                                   | Tomohiro Ishii                                    | Tomohiro Ishii | Tombé         |                                                                                |                                                                                |                                                                                |              |      |                                      |                                      |                                      |
|  | Tomohiro Ishii                                    | Tomohiro Ishii                                    | Tomohiro Ishii                                    | Tomohiro Ishii | Tombé         | Tombé                                                                          |                                                                                |                                                                                |              |      |                                      |                                      |                                      |
|  | Tomohiro Ishii                                    | Tomohiro Ishii                                    |                                                   |                |               |                                                                                |                                                                                |                                                                                |              |      |                                      |                                      |                                      |
|  | Yoshinobu Kanemaru                                | Yoshinobu Kanemaru                                | 19:01                                             |                |               |                                                                                |                                                                                |                                                                                |              |      |                                      |                                      |                                      |
|  | Yoshinobu Kanemaru                                | Yoshinobu Kanemaru                                | 19:01                                             |                |               |                                                                                |                                                                                |                                                                                |              |      |                                      |                                      |                                      |

## Historique des règnes
| #  | Champion           | Règne | Date              | Durée      | Évènement            | Lieu                          | Notes | Réf    |
| -- | ------------------ | ----- | ----------------- | ---------- | -------------------- | ----------------------------- | --- | ------ |
| 1  | PAC                | 1er   | 26 juin 2022      | 108        | Forbidden Door       | Chicago (Illinois)            | En battant Miro, Malakai Black et Clark Connors dans un Fatal 4-Way Match pour devenir le champion inaugural.                                        | [ 2 ]  |
| 2  | Orange Cassidy     | 1er   | 12 octobre 2022   | 326        | Dynamite             | Toronto (Ontario)             | En battant PAC pour devenir le second champion. Il s'agit du règne le plus long de l'histoire du titre.                                              | [ 3 ]  |
| 3  | Jon Moxley         | 1er   | 3 septembre 2023  | 17         | All Out              | Chicago (Illinois)            | En battant Orange Cassidy pour devenir le troisième champion. Il s'agit du règne le plus court de l'histoire du titre.                               | [ 4 ]  |
| 4  | Rey Fénix          | 1er   | 20 septembre 2023 | 20         | Dynamite: Grand Slam | New York (État de New York)   | En battant Jon Moxley pour devenir le quatrième champion.                                                                                            | [ 5 ]  |
| 5  | Orange Cassidy     | 2e    | 10 octobre 2023   | 145        | Dynamite             | Independence (Missouri)       | En battant Rey Fénix, il devient le premier catcheur à gagner deux fois la ceinture.                                                                 | [ 6 ]  |
| 6  | Roderick Strong    | 1er   | 3 mars 2024       | 84         | Revolution           | Greensboro (Caroline du Nord) | En battant Orange Cassidy pour devenir le cinquième champion.                                                                                        | [ 7 ]  |
| 7  | Will Ospreay       | 1er   | 26 mai 2024       | 52         | Double or Nothing    | Paradise (Nevada)             | En battant Roderick Strong pour devenir le sixième champion.                                                                                         | [ 8 ]  |
| 8  | MJF                | 1er   | 17 juillet 2024   | 39         | Dynamite 250         | North Little Rock (Arkansas)  | En battant Will Ospreay pour devenir le septième champion. Au cours de ce règne, il a officieusement rebaptisé le titre AEW American Championship.   | [ 9 ]  |
| 9  | Will Ospreay       | 2e    | 25 août 2024      | 48         | All In               | Londres ( Royaume-Uni)        | En prenant sa revanche sur MJF, il devient le second catcheur à gagner deux fois la ceinture.                                                        | [ 10 ] |
| 10 | Kōnosuke Takeshita | 1er   | 12 octobre 2024   | 148        | WrestleDream         | Tacoma (Washington)           | En prenant sa revanche sur Will Ospreay qui l'avait battu à Revolution et en battant Ricochet dans un 3-Way match pour devenir le huitième champion. | [ 11 ] |
| 10 | Kenny Omega        | 1er   | 9 mars 2025       | 125 jours+ | Revolution           | Los Angeles (Californie)      | En battant Kōnosuke Takeshita pour devenir le neuvième champion.                                                                                     |        |

## Règnes combinés
| Signe | Notes                          |
| ----- | ------------------------------ |
|       | Travaille actuellement à l'AEW |

| Rang | Champion           | Règnes | Jours | 1re victoire   |
| ---- | ------------------ | ------ | ----- | -------------- |
| 1    | Orange Cassidy     | 2      | 471   | 12 oct. 2022   |
| 2    | Kōnosuke Takeshita | 1      | 148   | 12 oct. 2024   |
| 3    | PAC                | 1      | 108   | 26 juin 2022   |
| 4    | Will Ospreay       | 2      | 100   | 26 mai 2024    |
| 5    | Kenny Omega        | 1      | 134+  | 9 mars 2025    |
| 6    | Roderick Strong    | 1      | 84    | 3 mars 2024    |
| 7    | MJF                | 1      | 39    | 17 juill. 2024 |
| 8    | Rey Fénix          | 1      | 20    | 20 sept. 2023  |
| 9    | Jon Moxley         | 1      | 17    | 3 sept. 2023   |